# Ликома
Вижте пояснителната страница за други значения на Ликома.
Остров Ликома е по-големият от двата острова в езеро Малави. Принадлежат на Малави, макар да са по-близо до брега на Мозамбик.
Флората на Ликома е съставена предимно от тревисти растения, но има и голям брой дървета боабаб. Също така има и известно количество маногови дървета.
Населението на Ликома е около 9000 души, а столица на област Ликома, в която попада островът, е град Ликома.
На острова има електричество, но само до 22 ч. Броят на автомобилите е ограничен. Малки лодки и чартърни полети го свързват с Малави и Мозамбик.